# كليفتون بي. كيتس
كليفتون بي. كيتس (بالإنجليزية: Clifton Bledsoe Cates)‏ هو ضابط ومحامي أمريكي، ولد في 31 أغسطس 1893 في تيبتونفيل في الولايات المتحدة، وتوفي في 4 يونيو 1970 في أنابولس في الولايات المتحدة.